# Coalition modérée pour Åland
La Coalition modérée pour Åland (en suédois : Moderat Samling för Åland) est un parti politique libéral-conservateur ålandais.

## Histoire
Le parti est fondé en 1967 sous le nom de Coopération libérale (en suédois : Frisinnad Samverkan). En avril 2011, il prend le nom de Modérés pour Åland (en suédois : Moderaterna på Åland), avant de fusionner en octobre 2013 avec une partie de la Coalition des indépendants et d'adopter sa dénomination actuelle.

## Histoire électorale
| Année   | 1979 | 1983 | 1987 | 1991 | 1995 | 1999 | 2003 | 2007 | 2011 | 2015 | 2019 |
| ------- | ---- | ---- | ---- | ---- | ---- | ---- | ---- | ---- | ---- | ---- | ---- |
| Députés | 4    | 5    | 5    | 6    | 6    | 4    | 4    | 3    | 4    | 5    | 4    |